# Embriologia vegetale
L'embriologia vegetale è una branca della Botanica che studia la serie di trasformazioni che portano dall'ovulo fecondato all'embrione e quindi al seme
nelle piante Spermatofite. Le trasformazioni sono differenti nelle Gimnosperme rispetto alle Angiosperme e riflettono differenti stadi dell'evoluzione che ha portato dai macrosporangi delle Pteridofite al Fiore delle Spermatofite o Antofite. Una evoluzione parallela si è avuta anche nella linea maschile che ha portato dai microsporangi delle Pteridofite al Polline delle Antofite.

## Gimnosperme
Un ovulo maturo, prima della fecondazione da parte del polline, è costituito da un corpicciolo ovoidale detto nocella rivestito da uno o due tegumenti. Il tegumento, nella parte superiore presenta un'apertura detta micropilo. Il tessuto della nocella appare differenziato in uno strato esterno sterile, omologo alla parete dello sporangio delle Pteridofite, e in un tessuto pluricellulare fertile interno costituito da cellule potenzialmente in grado di trasformarsi in cellule madri delle megaspore; in realtà una soltanto si differenzia come tale e subisce la meiosi dando origine a quattro megaspore, di cui tre degenerano. La megaspora superstite germina all'interno della nocella dando origine al gametofito femminile o sacco embrionale che a maturità è costituito da un tessuto pluricellulare detto "endosperma primario" nel quale, al polo micropilare, sono immerse due o più strutture sacciformi dette "archegoni". All'interno di ciascun archegonio (tipicamente sono due) si osserva una grossa cellula uovo od oosfera che lo occupa quasi completamente, sovrastata da 2-3 piccole cellule ridotte al solo nucleo. Il granello di polline, giunto sul micropilo sviluppa un tubetto pollinico attraverso il quale passa un nucleo spermatico che va ad unirsi col nucleo della cellula uovo. Si forma così uno zigote che comincia a dividersi attivamente dando origine ad una struttura pluricellulare che è appunto l'embrione; questo è costituito da un sottile asse con un apice caulinare da cui si sviluppano le foglie embrionali o  ed un apice radicale da cui si sviluppa una radichetta. L'embrione si sviluppa a spese dell'endosperma primario.

## Angiosperme
Le Angiosperme sono molto più evolute rispetto alle Gimnosperme e ciò si riflette sulla struttura del fusto, sulla struttura del fiore e dell'ovario e sulle trasformazioni che portano alla formazione del seme a partire dall'ovulo. La maggiore novità è data dal fatto che l'ovulo non è più nudo come nella Gimnosperme ma contenuto in una cavità, l'ovario, che deriva dalla saldatura di una o più foglie carpellari Fiore. 
Come nelle Gimnosperme, l'ovulo presenta al suo interno la 'nocella' rivestita da uno o due tegumenti che delimitano superiormente il 'micropilo'. Nella nocella si differenzia uno strato esterno sterile ed un tessuto pluricellulare interno fertile da cui si differenziano le 'cellule madri delle megaspore'. Di regola, si forma una sola cellula madre che va incontro alla meiosi e forma quattro megaspore di cui tre degenerano. Diversamente dalle Gimnosperme, vi sono casi in cui matura più di una cellula madre delle megaspore come pure vi sono casi in cui più di una megaspora partecipa alla formazione del gametofito femminile o sacco embrionale. In tali casi si parla di gametofiti monomegasporiali, che sono la maggioranza, di gametofiti dimegasporiali e di gametofiti tetramegasporiali. 
Nella formazione del gametofito femminile delle Angiosperme si possono distinguere tre fasi in successione temporale: sporogenesi, somatogenesi e gametogenesi.
Sporogenesi. È la fase iniziale che dà origine per meiosi alle quattro megaspore;
Somatogenesi. È la fase successiva che porta alla formazione del sacco embrionale o gametofito;
Gametogenesi. È l'ultima fase che porta alla definitiva strutturazione del gametofito.
In un gametofito normale monomegasporiale, la megaspora superstite dopo la meiosi subisce un'ampia vacuolizzazione interna, quindi il suo nucleo si divide per cariocinesi e i due nuclei figli si dispongono ai due poli della cellula. Successivamente, a ciascun polo, i nuclei subiscono due divisioni originando due gruppi di quattro nuclei. Dal gruppo di quattro nuclei posti al polo micropilare si forma 'l'apparato dell'oosfera' mentre all'altro polo si forma 'l'apparato antipodale'.I due apparati sono costituiti da tre nuclei cellularizzati mentre il quarto nucleo superiore ed inferiore si dispongono al centro. Nell'apparato dell'oosfera una delle tre cellule si trasforma in oosfera o cellula uovo mentre le altre due sono dette cellule 'sinergidi'. Poco dopo i due nuclei centrali si fondono costituendo il 'nucleo dell'endosperma secondario'.
Quando un granello di polline si deposita sullo stimma di un fiore
esso germina producendo il tubetto pollinico, nel quale passano alcuni nuclei prodotti dal granulo pollinico; uno di essi, il 'nucleo spermatico' si fonde con l'oosfera mentre un altro nucleo si fonde con il nucleo dell'endosperma secondario originando un nucleo 'triploide'. Per divisioni successive tale nucleo forma un tessuto pluricellulare detto 'endosperma secondario', con funzioni di riserva nutritiva, mentre lo zigote derivante dalla fecondazione si divide attivamente formando l'embrione. Questo, a sviluppo ultimato, si presenta come un sottile asse con un apice caulinare portante una o due foglioline embrionali, i cotiledoni ed un apice radicale con una radichetta. tale struttura è molto familiare e ben evidente quando si apre un seme di fagiolo, che è costituito da due grossi cotiledoni ricchi di sostanze di riserva e contiene al suo interno il piccolo embrione.
| Controllo di autorità | Thesaurus BNCF 26790 · LCCN (EN) sh85015986 · BNF (FR) cb12289021k (data) · J9U (EN, HE) 987007283696105171 |